# Невада, Эмма
Эмма Невада, настоящее имя Эмма Виксом (англ. Emma Nevada, 7 февраля 1859, Альфа, США — 20 июня 1940, Ливерпуль, Англия) — американская оперная певица, колоратурное сопрано.

## Биография
Эмма Виксом родилась в 1859 году в Альфе, близ города Невада (округ Невада, штат Калифорния). Её родителями были Уильям Уоллес Виксом, врач, и его жена Мария О’Бой. С 1861 года семья жила в Невада-Сити, а в 1864 году переехала в Остин, где Эмма посещала школу. Музыкальные способности девочки проявились в раннем возрасте, и в Остине она пела в церковном хоре.
В 1873 году Эмма поступила в Колледж Милс в Окленде и закончила его в 1876 году. В 1877 году она отправилась в Европу и училась музыке вначале в Берлине, а затем в Вене у Матильды Маркези. 17 мая 1880 года состоялся её дебют в лондонском Театре Её Величества в роли Амины в «Сомнамбуле» Беллини. В качестве сценического псевдонима Эмма взяла название города, близ которого родилась. Выступление было исключительно успешным, в том числе благодаря прекрасному голосу Эммы — колоратурному сопрано.
После гастролей в Италии, Праге и Берлине Эмма Невада выступила в парижской Опера-Комик в роли Зоры в «Бразильской жемчужине» Фелисьена-Сезара Давида. Кроме того, она исполнила роль Миньон в одноимённой опере Тома. В 1884 году Александр Маккензи написал ораторию «Саронская роза», в которой одна из партий предназначалась специально для неё.
В 1884 году Эмма Невада вернулась в США, где выступала в Музыкальной академии в Нью-Йорке. Она также много гастролировала, как в США, так и в Европе, где в числе прочего выступала в 1887 году в Ковент-Гардене. В 1907 году она заявила об уходе со сцены: в тот же самый день, когда в Риме дебютировала её дочь Миньон. Тем не менее она ещё раз выступила в 1910 году в Берлине, а затем до конца жизни преподавала пение в Лондоне.
Эмма Невада умерла 20 июня 1940 года в Ливерпуле.